# Telmatobius carillae
Telmatobius carrillae là một loài ếch trong họ Leptodactylidae. Chúng là loài đặc hữu của Peru.
Các môi trường sống tự nhiên của chúng là đồng cỏ ở cao nhiệt đới hoặc cận nhiệt đới và sông.